# Leopardgroda
Leopardgroda (Rana pipiens) är en nordamerikansk grodart i släktet Rana.

## Kännetecken
Leopardgrodans längd varierar från 5 till 11 cm. Ryggen, sidorna och benen är grå, gröna, till grönbruna med runda, distinkta fläckar, som vanligen har en ljus kant. Två längsgående, ljusa veck finns på ryggen från ögonen och bakåt. Buken är ljus. Hanarna är något mindre än honorna, och har förtjockade tumbaser under parningstiden.

## Utbredning
Grodan lever i sydöstra Kanada och nordöstra USA. Den är dessutom införd i västra USA, där den har en mera fläckvis utbredning.

## Levnadssätt
Leopardgrodan är ensamlevande utanför parningstiden. Den föredrar långsamt rinnande, vegetationsrika vatten, men kan även förekomma i så olika biotoper som sankmark, ängar och kulturmark. Även om den föredrar öppna ytor kan den även förekomma i buskage och skog. Grodan är köldhärdig och kan gå upp till 3 300 m i bergen.
Den gömmer sig gärna under vatten, eller i fuktiga hålor och grottor. Under vintern övervintrar de i bottenslammet på vattensamlingar.

### Föda
Leopardgrodan lever främst av landlevande leddjur som insekter, insektslarver och spindlar, blötdjur som sniglar, snäckor och daggmaskar. Större individer kan även ta mindre grodor. Grodynglen lever framför allt av alger, kiselalger och nedbrutet organiskt material.

### Fortplantning
Grodan leker under mars till juni, då flera grodor samlas kring vattensamlingar där hanarna hävdar små revir och ropar på honorna, vanligtvis under natten. Honorna lägger mellan 300 och 6 500 ägg i klumpar, gärna tillsammans med ägg från andra leopardgrodor.
Grodan blir könsmogen vid 1 till 3 års ålder. Högsta livslängd är 9 år, även om de flesta dör långt tidigare.